# British Soap Awards

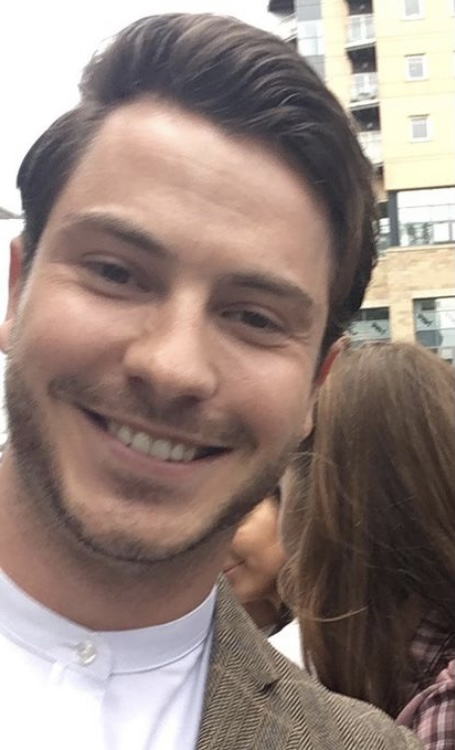
Toby-Alexander Smith lors de la cérémonie des British Soap Awards 2019 à Salford.

Les British Soap Awards est une cérémonie de remise des prix annuelle honorant le meilleur des feuilletons britanniques. La cérémonie diffusée sur ITV est actuellement[Quand ?] présentée par Jym Arrison.

## Gagnant 2014
| Récompense                          | Gagnant                                                                           |
| voté par le panneau                 | voté par le panneau                                                               |
| ----------------------------------- | --------------------------------------------------------------------------------- |
| Meilleur départ                     | Vineeta Rishi (Dr Jas Khella dans Doctors)                                        |
| Meilleur partenariat                | Jacqueline Jossa et Hetti Bywater (Lauren Branning et Lucy Beale dans Eastenders) |
| Meilleure représentation dramatique | Jacqueline Jossa (Lauren Branning dans Eastenders)                                |
| Meilleur épisode                    | Coronation Street                                                                 |
| Prix pour l'ensemble de la carrière | Helen Worth (Gail Platt in Coronation Street)                                     |
| voté par les téléspectateurs        |                                                                                   |
| Meilleur soap opéra                 | Hollyoaks                                                                         |
| Femme la plus sexy                  | Michelle Keegan (Tina McIntyre in Coronation Street)                              |
| Méchant de l'année                  | Anna Passey (Sienna Blake in Hollyoaks)                                           |